# Betta pallida
Betta pallida är en fiskart som beskrevs av Anton Karl Schindler och Schmidt 2004. Betta pallida ingår i släktet Betta och familjen Osphronemidae. IUCN kategoriserar arten globalt som otillräckligt studerad. Inga underarter finns listade.